# 圣三圣殿 (伯尔尼)
圣三圣殿（Dreifaltigkeitskirche Bern）是一座罗马天主教宗座圣殿，位于瑞士首都伯尔尼的陶本街（Taubenstrasse）6号。圣三圣殿建于1896至1899年。1956年4月6日，教宗庇护十二世将其升格为宗座圣殿，称之为“极好的礼拜场所”。

## 历史
1528年，伯尔尼州的所有教堂都经过了宗教改革，禁止举行天主教仪式，不再有正式的天主教徒。少数来自天主教地区的移民工匠和仆人不得不秘密地去邻近各州望弥撒。1798年拿破仑的法国军队入侵后，成立的赫爾維蒂共和國（1798-1803年）期间，一度享有宗教自由。当时由于奥地利和俄罗斯军队的威胁，而从卢塞恩迁都伯尔尼时，天主教代表要求为他们的宗教活动提供空间。为此，将伯尔尼大教堂的唱诗班席分配给他们，但仍然隔开。后来允许天主教徒分享一半的法国教堂（Französischen Kirche）。1848年，新联邦宪法出台后，瑞士全国保障宗教自由。1853年，政府允许建造一座天主教的专用教堂。 1864年11月13日，圣伯多禄圣保禄堂（St. Peter und Paul）祝圣，但在1875年，该堂归属旧天主教会。罗马天主教徒一度重新使用法国教堂。目前的圣三圣殿建于1896至1899年，由巴塞尔教区主教、1876至1906年活跃于伯尔尼的神学家和艺术史学家雅各布·斯塔姆勒（Jakob Stammler）倡议建造。

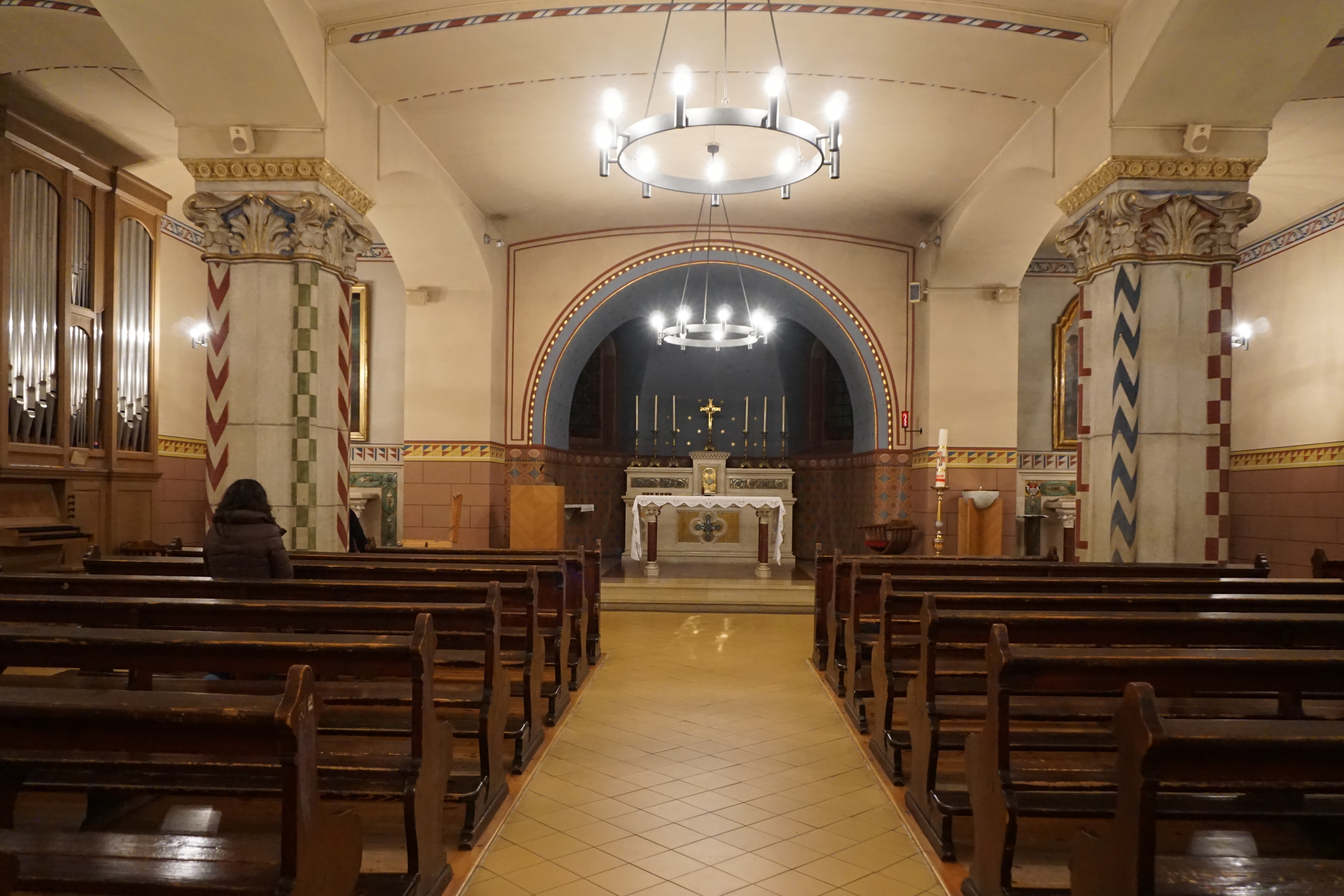
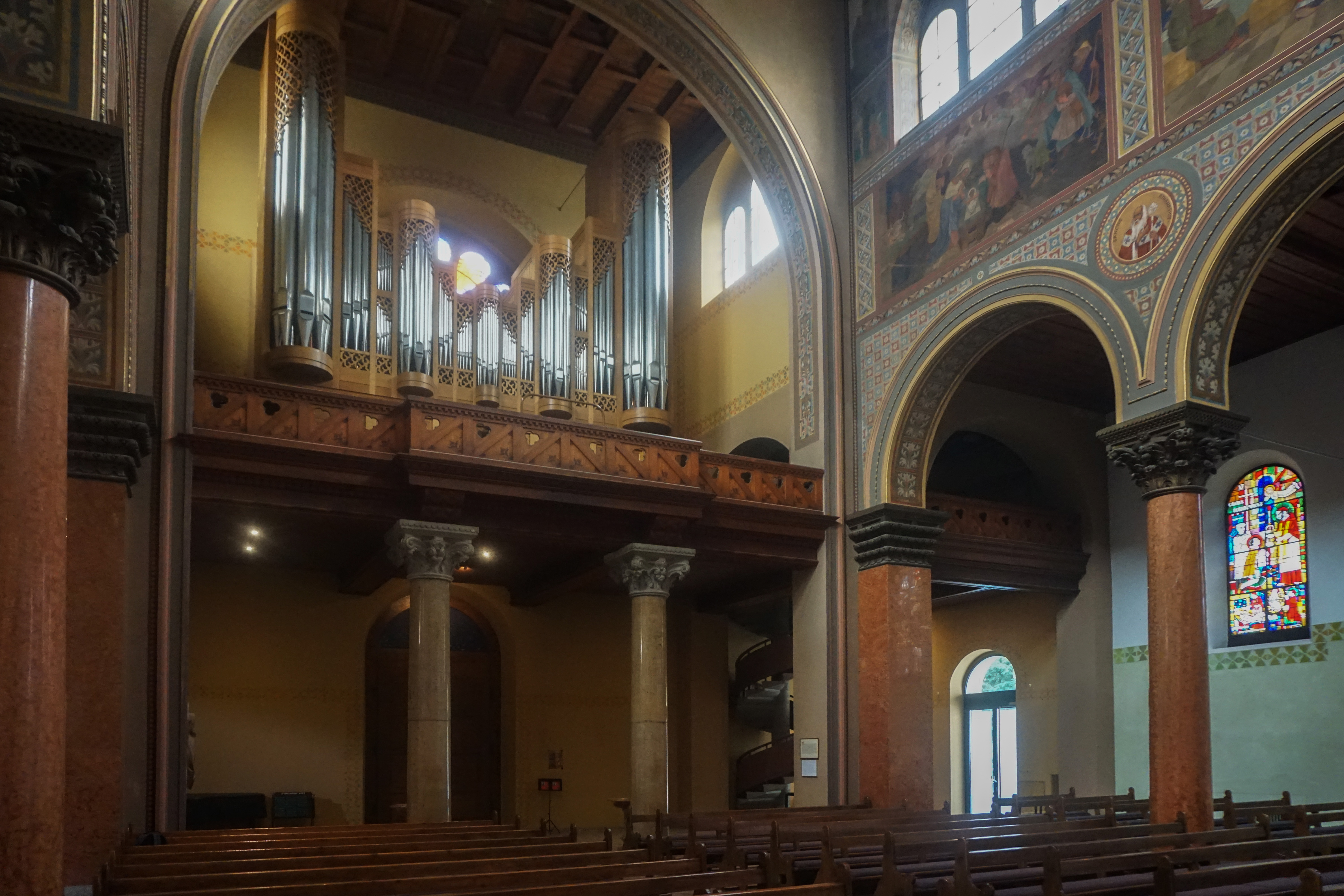
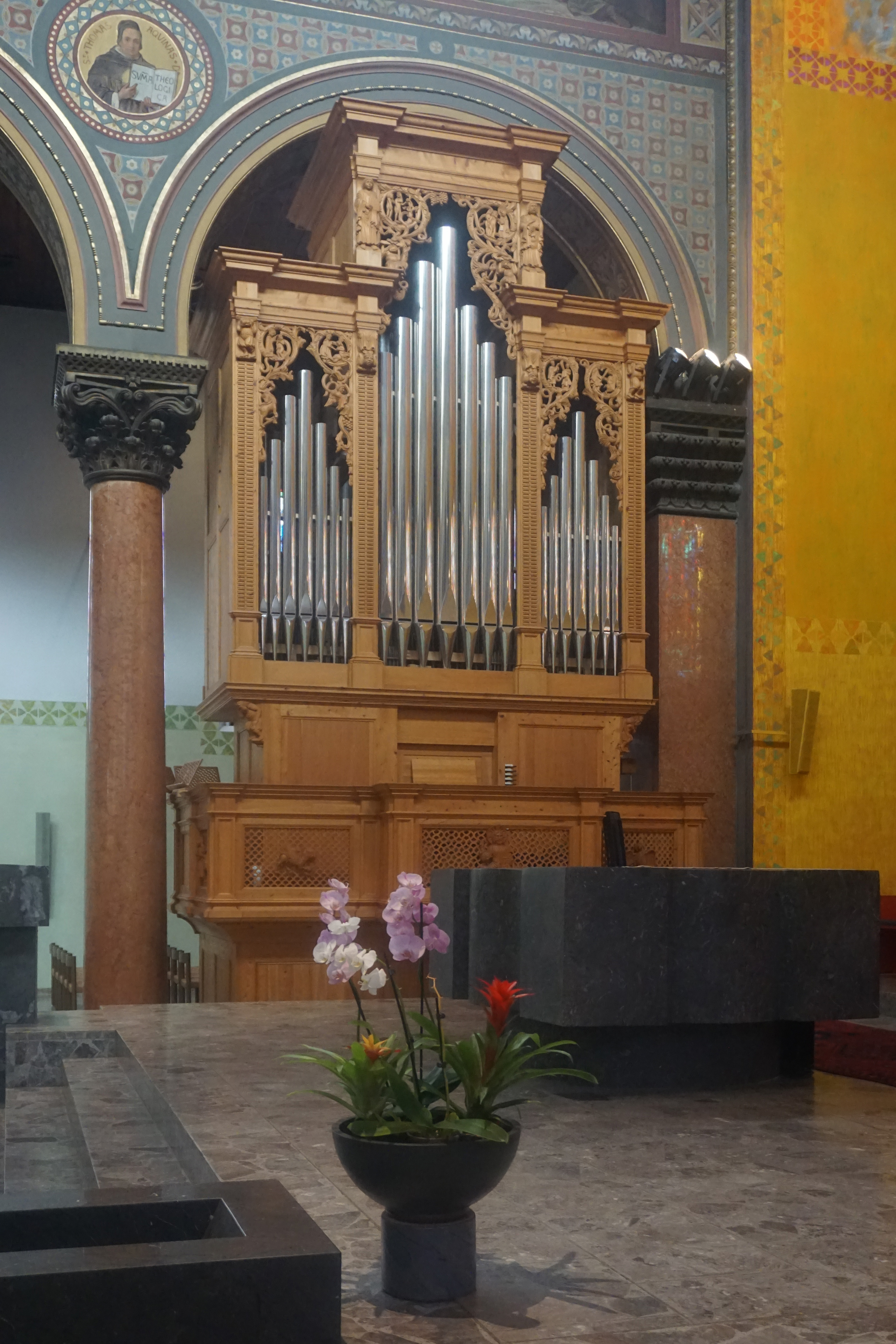